# Skipjack
Skipjack — блочный шифр, разработанный Агентством национальной безопасности США в рамках проекта Capstone. После разработки сведения о шифре были засекречены. Изначально он предназначался для использования в чипе Clipper для защиты аудиоинформации, передаваемой по сетям правительственной телефонной связи, а также по сетям мобильной и беспроводной связи. Позже алгоритм был рассекречен.

## История
Skipjack являлся одной из инициатив, предложенных в рамках проекта Capstone. Руководили проектом Агентство национальной безопасности (АНБ) и Национальный институт стандартов и технологий (НИСТ), финансируемые правительством США. Официальная дата начала инициативы — 1993 год. Алгоритм шифрования был разработан в 1980 году, а первая его реализация была получена в 1987 году. Шифр был предназначен для использования в чипе Clipper, встраиваемом в защищаемое оборудование. При этом Skipjack использовался только для шифрования сообщений, а депонирование ключа для возможности последующего использования уполномоченными органами — наиболее обсуждаемый аспект использования шифра — достигалось за счёт отдельного механизма, называемого Law Enforcement Access Field.
Изначально проект был засекречен и по этой причине подвергся огромной критике. Для повышения общественного доверия и оценки алгоритма были призваны несколько академических исследователей. По причине отсутствия времени для самостоятельного тщательного исследования эксперты сконцентрировались на изучении представленного АНБ описания процесса разработки и оценки алгоритма. В дополнение к этому они, в течение месяца, провели ряд небольших тестов. В предварительном отчете об их работе (окончательного отчета так и не последовало) указаны три заключения:

1. Принимая во внимание, что стоимость вычислительных мощностей уменьшается вдвое каждые 18 месяцев, лишь через 36 лет стоимость взлома Skipjack полным перебором сравняется со стоимостью взлома DES сегодня.
2. Риск взлома шифра с помощью более быстрых способов, включая дифференциальный криптоанализ, незначителен. Алгоритм не имеет слабых ключей и свойства комплементарности.
3. Устойчивость Skipjack к криптоанализу не зависит от секретности самого алгоритма.

Шифр был опубликован в открытый доступ 24 июня 1998 года. В августе 2016 года НИСТ принял новые принципы использования криптографических стандартов, в которых отозвал сертификацию алгоритма Skipjack для правительственных целей.

## Описание
Skipjack использует 80-битный ключ для шифрования/дешифрования 64-битных блоков данных. Это несбалансированная сеть Фейстеля с 32 раундами.

### Шифрование

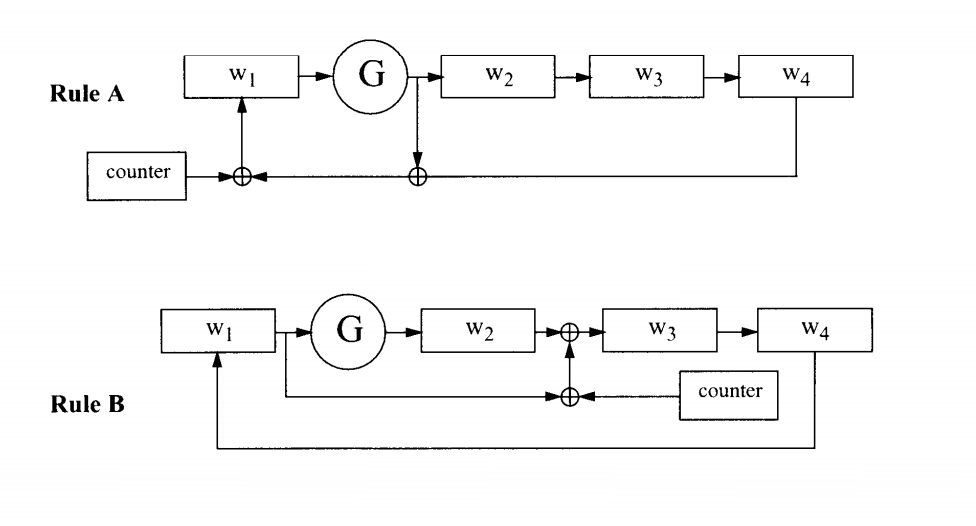
Раунды алгоритма Skipjack

Текст разбивается на 4 слова {\displaystyle w_{i}} по 2 байта каждое. Начальные данные есть слова, для которых {\displaystyle k=0}, где {\displaystyle k} — порядковый номер раунда. Сначала совершается 8 раундов по правилу А, затем — по правилу Б. Это повторяется дважды, что, в итоге, дает 32 раунда.
Здесь и далее операция {\displaystyle x\oplus y} есть бинарная операция побитового (поразрядного к числам {\displaystyle x} и {\displaystyle y} ) сложения по модулю 2.
| Правило А {\displaystyle w_{1}^{k+1}=G^{k}(w_{1}^{k})\oplus w_{4}^{k}\oplus counter^{k}} {\displaystyle w_{2}^{k+1}=G^{k}(w_{1}^{k})} {\displaystyle w_{3}^{k+1}=w_{2}^{k}} {\displaystyle w_{4}^{k+1}=w_{3}^{k}} | Правило Б {\displaystyle w_{1}^{k+1}=w_{4}^{k}} {\displaystyle w_{2}^{k+1}=G^{k}(w_{1}^{k})} {\displaystyle w_{3}^{k+1}=w_{1}^{k}\oplus w_{2}^{k}\oplus counter^{k}} {\displaystyle w_{4}^{k+1}=w_{3}^{k}} |

После завершения алгоритма шифротекстом будут являться слова {\displaystyle w_{i}^{32},\ 1\leqslant i\leqslant 4}.

### Дешифрование
Начальные данные есть слова, для которых {\displaystyle k=32}. Сначала совершается 8 раундов по правилу Б{\displaystyle ^{-1}}, затем — по правилу А{\displaystyle ^{-1}}. Повторяется дважды.

| Правило А{\displaystyle ^{-1}} {\displaystyle w_{1}^{k-1}=[G^{k-1}]^{-1}(w_{2}^{k})} {\displaystyle w_{2}^{k-1}=w_{3}^{k}} {\displaystyle w_{3}^{k-1}=w_{4}^{k}} {\displaystyle w_{4}^{k-1}=w_{1}^{k}\oplus w_{2}^{k}\oplus counter^{k-1}} | Правило Б{\displaystyle ^{-1}} {\displaystyle w_{1}^{k-1}=[G^{k-1}]^{-1}(w_{2}^{k})} {\displaystyle w_{2}^{k-1}=[G^{k-1}]^{-1}(w_{2}^{k})\oplus w_{3}^{k}\oplus counter^{k-1}} {\displaystyle w_{3}^{k-1}=w_{4}^{k}} {\displaystyle w_{4}^{k-1}=w_{1}^{k}} |

После завершения алгоритма открытым текстом будут являться слова {\displaystyle w_{i}^{0},\ 1\leqslant i\leqslant 4}.

### Блок перестановок G

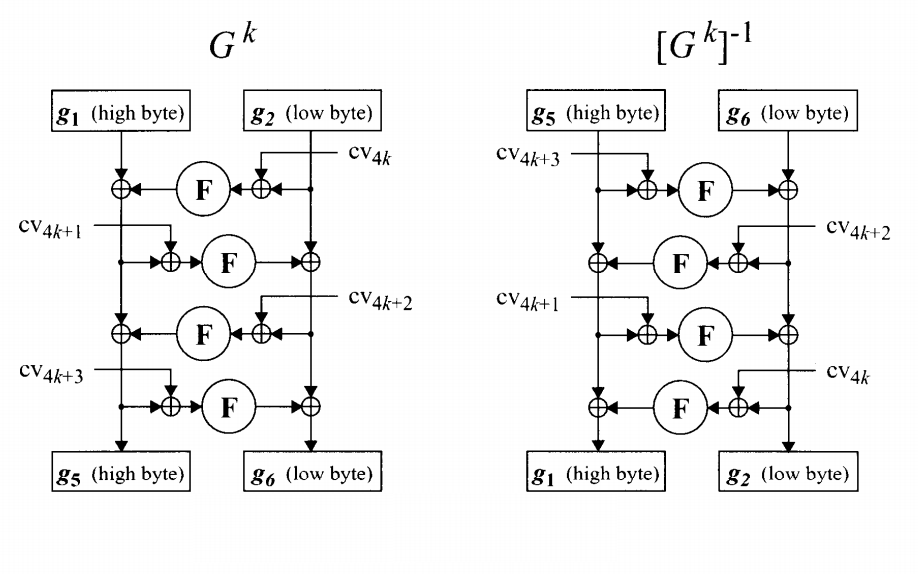
Схематическое представление блока перестановок G в шифре Skipjack

Блок перестановок {\displaystyle G} действует на 16-битное число и представляет собой четырёхуровневую сеть Фейстеля. Функция {\displaystyle F}, действующая на число размером в 8 бит, есть блок подстановок, который в спецификации алгоритма называется {\displaystyle F}-таблицей. Математически действие блока {\displaystyle G} можно описать так:

| - {\displaystyle G^{k}(w)=g_{5}\\|g_{6}} где: {\displaystyle w=g_{1}\\|g_{2}} {\displaystyle g_{i}=F(g_{i-1}\oplus cv_{4k+i-3})\oplus g_{i-2}} {\displaystyle cv_{4k+i-3}} — это {\displaystyle (4k+i-3)} байт ключа {\displaystyle k} — порядковый номер раунда {\displaystyle x\\|y} — операция конкатенации (объединения) байтов | - {\displaystyle [G^{k}]^{-1}(w)=g_{1}\\|g_{2}} где: {\displaystyle w=g_{5}\\|g_{6}} {\displaystyle g_{i-2}=F(g_{i-1}\oplus cv_{4k+i-3})\oplus g_{i}} |

|    | x0 | x1 | x2 | x3 | x4 | x5 | x6 | x7 | x8 | x9 | xA | xB | xC | xD | xE | xF |
| -- | -- | -- | -- | -- | -- | -- | -- | -- | -- | -- | -- | -- | -- | -- | -- | -- |
| 0x | a3 | d7 | 09 | 83 | f8 | 48 | f6 | f4 | b3 | 21 | 15 | 78 | 99 | b1 | af | f9 |
| 1x | e7 | 2d | 4d | 8a | ce | 4c | ca | 2e | 52 | 95 | d9 | 1e | 4e | 38 | 44 | 28 |
| 2x | 0a | df | 02 | a0 | 17 | f1 | 60 | 68 | 12 | b7 | 7a | c3 | e9 | fa | 3d | 53 |
| 3x | 96 | 84 | 6b | ba | f2 | 63 | 9a | 19 | 7c | ae | e5 | f5 | f7 | 16 | 6a | a2 |
| 4x | 39 | b6 | 7b | 0f | c1 | 93 | 81 | 1b | ee | b4 | 1a | ea | d0 | 91 | 2f | b8 |
| 5x | 55 | b9 | da | 85 | 3f | 41 | bf | e0 | 5a | 58 | 80 | 5f | 66 | 0b | d8 | 90 |
| 6x | 35 | d5 | c0 | a7 | 33 | 06 | 65 | 69 | 45 | 00 | 94 | 56 | 6d | 98 | 9b | 76 |
| 7x | 97 | fc | b2 | c2 | b0 | fe | db | 20 | e1 | eb | d6 | e4 | dd | 47 | 4a | 1d |
| 8x | 42 | ed | 9e | 6e | 49 | 3c | cd | 43 | 27 | d2 | 07 | d4 | de | c7 | 67 | 18 |
| 9x | 89 | cb | 30 | 1f | 8d | c6 | 8f | aa | c8 | 74 | dc | c9 | 5d | 5c | 31 | a4 |
| Ax | 70 | 88 | 61 | 2c | 9f | 0d | 2b | 87 | 50 | 82 | 54 | 64 | 26 | 7d | 03 | 40 |
| Bx | 34 | 4b | 1c | 73 | d1 | c4 | fd | 3b | cc | fb | 7f | ab | e6 | 3e | 5b | a5 |
| Cx | ad | 04 | 23 | 9c | 14 | 51 | 22 | f0 | 29 | 79 | 71 | 7e | ff | 8c | 0e | e2 |
| Dx | 0c | ef | bc | 72 | 75 | 6f | 37 | a1 | ec | d3 | 8e | 62 | 8b | 86 | 10 | e8 |
| Ex | 08 | 77 | 11 | be | 92 | 4f | 24 | c5 | 32 | 36 | 9d | cf | f3 | a6 | bb | ac |
| Fx | 5e | 6c | a9 | 13 | 57 | 25 | b5 | e3 | bd | a8 | 3a | 01 | 05 | 59 | 2a | 46 |

## Криптоанализ
Эли Бихам и Ади Шамир произвели криптографическую атаку против 16 из 32 раундов в течение одного дня после рассекречивания алгоритма. Вместе с Алексом Бирюковым они, используя невозможный дифференциальный криптоанализ, всего в течение нескольких месяцев раскрыли 31 из 32 его раундов. Позже были опубликованы статьи атакующие 28 раундов шифра с использованием усеченных дифференциалов.
В 2002 году Рафаэлем Фаном была опубликована статья, анализирующая возможные атаки на полные 32 раунда. Позднее, в 2009 году, в статье, соавтором которой тоже являлся Фан, указано, что на тот момент не существовало атаки на полный алгоритм шифра Skipjack.

## Комментарии
1. ↑  Существует свойство комплементарности ключей: если {\displaystyle E_{K}(M)=C}, то {\displaystyle E_{\overline {K}}({\overline {M}})={\overline {C}}}, где: {\displaystyle E_{K}(M)} — зашифровывание алгоритмом DES блока открытого текста {\displaystyle M}, {\displaystyle C} — полученный шифротекст, {\displaystyle {\overline {x}}} — побитовое дополнение к {\displaystyle x}.[4]